# Виларинью-ду-Байру
Виларинью-ду-Байру (порт. Vilarinho do Bairro)  —  населённый пункт и район в Португалии,  входит в округ Авейру. Является составной частью муниципалитета  Анадия. Находится в составе крупной городской агломерации Большое Авейру. По старому административному делению входил в провинцию Бейра-Литорал. Входит в экономико-статистический  субрегион Байшу-Воуга, который входит в Центральный регион. Население составляет 3224 человека. Занимает площадь 25,45 км².
Покровителем района считается Архангел Михаил (порт. São Miguel).